# USS Jarvis (DD-799)
USS Jarvis (DD-799) — эскадренный миноносец типа «Флетчер», в период Второй мировой войны состоявший на вооружении ВМС США.
USS Jarvis (DD-799) был назван в честь мичмана Джеймса Джарвиса (1787-1800) который погиб во время боя между американским фрегатом USS Constellation и французским фрегатом HMS Vengeance.
USS Jarvis (DD-799) был заложен 7 июня 1943 года на верфи Todd Pacific Shipyards, Сиэтл, штат Вашингтон, спущен на воду 14 февраля 1944 года и сдан в эксплуатацию 3 июня 1944 года, под командование Э. Б. Элсворта.

## История

### Вторая Мировая война
После испытаний, 25 августа, Джарвис отправился на Пёрл-Харбор в качестве сопровождения линкора USS South Dakota (BB-57).
3 сентября Джарвис присоединился к кораблям, которые принимали участие в операции на Курильских островах. Действуя из Адака и Атту эсминец совершил восемь налётов на военные объекты от Парамушира до Мацуа.
15 августа 1945 Джарвис отправился на Аомори и Хонсю для поддержки операции вторжения. Прибыв на  Аомори 8 сентября он бороздил Японское море, оказывая огневую поддержку силам вторжения на острова  Хонсю и Хоккайдо.
29 ноября эсминец присоединился к выполнению волшебный ковёр.
11 апреля 1946 Джарвис был выведен в резерв. 29 июня эсминец был снят с эксплуатации.

### 1951-1960
8 февраля 1951 года Джарвис возобновил свою службу. Эсминец принял участие в Корейской войне.

### SPSAlcalá Galiano
3 ноября 1960 года корабль был передан Испании в рамках программы военной помощи. Эсминец служил в составе флота Испании под именем SPS Alcalá Galiano.
15 декабря 1988 эсминец был снят с вооружения и отправлен на слом.

## Награды
Джарвис получил звезду за службу во Второй Мировой войне и звезду за участие в Корейской войне.